# 步堅牧
步堅牧（英語：Matthias Buchholz，1903年3月25日—1991年8月12日；聖名：瑪弟亞），是天主教德國籍神父及耶穌聖心傳教會會士。曾任貴州省石阡宗座監牧區宗座監牧（1937年-1983年）。

## 生平
步堅牧出生於1903年3月25日，德意志帝國北萊茵-西法倫州的市鎮阿亨。1922年，18歲時加入耶穌聖心傳教會。1927年4月7日，步堅牧在24歲時晉鐸，被派往中國貴州省傳教。
1937年12月2日，聖座把石阡自治傳教區升格為石阡宗座監牧區。同月10日，步堅牧神父獲時任教宗庇護十一世任命為石阡宗座監牧區宗座監牧。
1949年10月1日，中國共產黨在中國大陸地區建立中華人民共和國，並開始針對天主教進行宗教迫害及打壓，教會已經無法正常功能。1950年北韓入侵南韓爆發韓戰，次年中國爆發抗美援朝運動，同年10月26日，石阡縣召開萬人大會，宣佈驅逐步堅牧宗座監牧和其他外籍傳教士出境。
步神父曾出席1962年至1965年間舉行的梵蒂岡第二屆大公會議。1983年，聖座正式獲准許步堅牧神父卸任石阡宗座監牧區宗座監牧的職務。
1991年8月12日，步堅牧神父在美國賓夕法尼亞州伯利恆去世，享年88歲。